# Sphénoèque du Cap
Sphenoeacus afer
Genre
Espèce
Statut de conservation UICN

 LC  : Préoccupation mineure
Le Sphénoèque du Cap (Sphenoeacus afer) est une espèce de passereaux de la famille des Macrosphenidae.

## Répartition et sous-espèces
Son aire s'étend à travers l'Afrique australe.
Selon la classification de référence du Congrès ornithologique international (14.2, 2024) : 
- S. a. excisus Clancey, 1973 — est du Zimbabwe et ouest du Mozambique
- S. a. natalensis Shelley, 1882 — nord-est de l'Afrique du Sud, ouest de l'Eswatini et nord du Lesotho
- S. a. intermedius Shelley, 1882 — est de l'Afrique du Sud
- S. a. afer (Gmelin, 1789) — du sud-ouest de l'Afrique du Sud à l'est jusqu'au fleuve Gamtoos